# Nira Guerreira
Tenilra Menezes da Silva (Salvador, 1962 — Salvador, 9 de abril de 2018), mais conhecida como Nira Guerreira, foi uma cantora e cozinheira brasileira. Conhecida como a "Rainha do Arrocha", ritmo do qual foi uma das pioneiras.

## Biografia
Filha de uma família com quinze irmãos e forte vocação musical, Nira revelou sua vocação como cantora cantando em igreja; nasceu no bairro periférico da capital baiana de Marechal Rondon. Recebeu o apelido de "Guerreira" de uma vizinha pois, além de lutar para criar sozinha os filhos, ainda ajudava as pessoas necessitadas.
Começou sua carreira em 1992, cantando serestas no programa da TV Itapoan "Vacilou, Dançou" mas, em 2001, com o surgimento do Arrocha, foi a primeira mulher a cantar o novo ritmo que surgia na Bahia, juntando-se a nomes como Pablo e Silvanno Salles, que vieram após a cantora em seu sucesso, assim como Nara Costa, com quem teria uma suposta rivalidade, segundo os fãs do gênero.
Em 2015 teve um câncer de mama, do qual se tratou. Teve três filhos (Talina, Flávia e Luiz Carlos Júnior) e sete netos, tendo sido casada com um caminhoneiro quando fez sucesso no arrocha e passou a se apresentar no estado natal e pelo Nordeste. Cozinheira, criou um cozido especial que fazia uma "mistura de carnes e verduras com pirão e molho lambão". Com o tempo, além de cantar, vendia sua iguaria que batizou de "Cozido de Nira Guerreira".
Com a popularidade, Nira saiu candidata a vereadora na capital baiana em 2016 pelo Partido Trabalhista Nacional, mas obteve apenas cento e setenta votos. Gravou em sua carreira mais de quinze CDs, o primeiro deles em 2001.
Havendo descoberto que o câncer lhe afetara os pulmões em março de 2018, uma recidiva da doença manifestada em 2015 e da qual fora dada como curada. Ela então foi internada no Hospital Aristides Maltez onde, um mês depois, veio a falecer; seu último show fora em fevereiro daquele ano, antes do carnaval; foi sepultada no Cemitério Bosque da Paz. Durante seu sepultamento os fãs, muitos deles levados à necrópole em três ônibus disponibilizados pela prefeitura da capital, cantaram seu maior sucesso — "A Culpa É Sua" — com grande emoção. Além desta canção, seu outro grande sucesso foi a canção "Vou Vencer".